# Ханцян, Эдвард
Эдвард Ханцян (англ. Edward Khantzian; 26 мая 1935, Хейверилл, Массачусетс, США — 21 марта 2021, США) — американский психиатр, доктор медицины, профессор. Пионер психологического понимания зависимостей с 1970-х годов, был одним из первых современных психоаналитиков в этой области.
Член Клинического консультативного комитета PHS, президент и председатель Совета директоров PHS, один из основателей и бывший президент Американской академии психиатрии наркозависимости.

## Биография
Эдвард родился 26 мая 1935 года, является сыном Роуз и Джона Ханцян. Его родители были трудолюбивыми людьми, переехавшими в США из Армении после Первой мировой войны.
Учился в колледже Мерримак, а затем в Бостонский университет в 1958 году. Затем он поступил в медицинский колледж Олбани и получил медицинскую степень в 1963 году. Он был одним из основателей кафедры психиатрии в Кембриджской больнице и профессором психиатрии в Гарвардской медицинской школе.
Доктор Ханцян провел более 40 лет, изучая психологические факторы, связанные со злоупотреблением наркотиками и алкоголем и был предан своим пациентам и многим жизням, которых он коснулся своей работой.
Он был признан многими профессиональными организациями и удостоен множества наград за свою работу в этой области. Ханцян был основателем и основным лидером Physician Health Services, Inc. (PHS) еще до регистрации PHS в 1993 году. PHS достигла и помогла тысячам врачей и студентов под его руководством. PHS ежегодно вручает премию Edward J. Khantzian Physician Health Distinguished Service Award тому, кто связан с PHS и кто превзошел все ожидания в служении участникам PHS и здоровью врачей.